# 拉美西斯八世
拉美西斯八世古埃及新王国时期第二十王朝的第七任法老。（约前1130年—约前1129年在位），作为拉美西斯七世继承人，他的记载极少。在底比斯帝王谷也没有发现他的陵墓。